# اس‌اس ساسکس
اس‌اس ساسکس (به انگلیسی: SS Sussex) یک کشتی بود که طول آن ۲۷۵ فوت ۰ اینچ (۸۳٫۸۲ متر) بود. این کشتی در سال ۱۸۹۶ ساخته شد.